# Монолітний дольмен

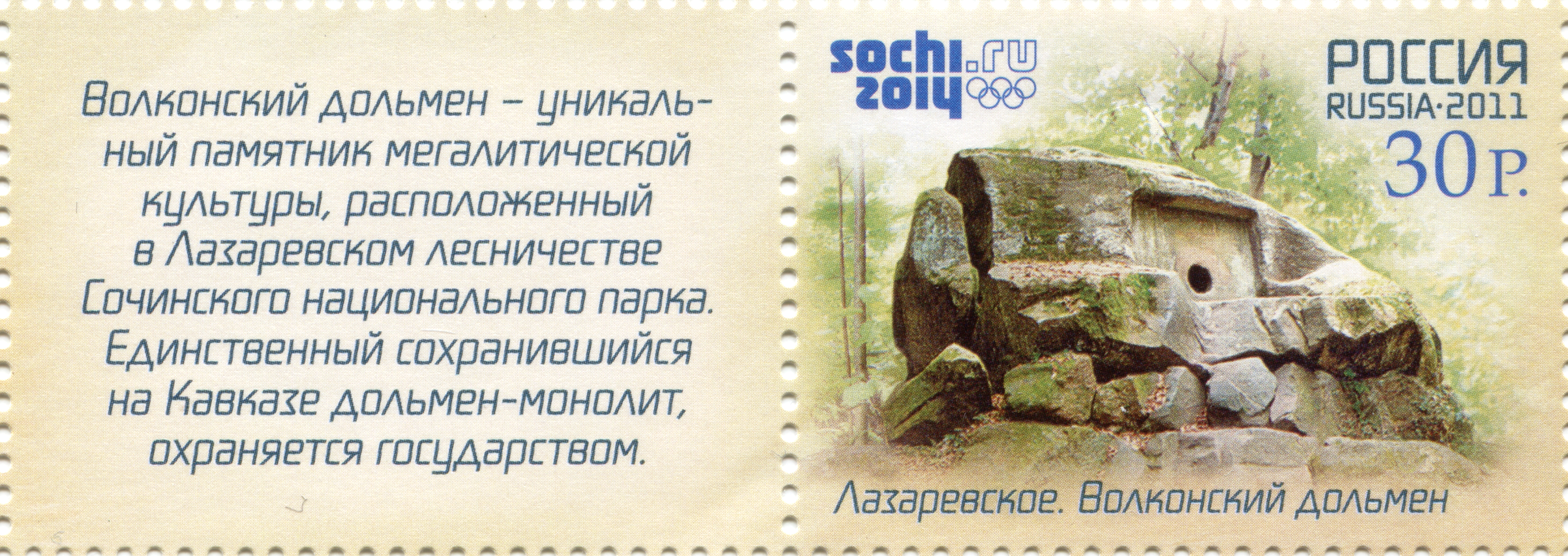
Волконський дольмен — унікальний пам'ятник мегалітичної культури, розташований у Лазаревському лісництві Сочинського національного парку. Марка, 2011

Монолітний дольмен — дольмен, внутрішня камера якого повністю і цілком висічена через єдиний вузький лаз у скелі. Цей метод будови був дуже трудомістким, до нас дійшов тільки один цілий добудований монолітний Волконський дольмен, два інших було по-варварському підірвано в XX столітті.
У 2007 році Шариковим Ю. М. був виявлений другий монолітний дольмен на відрозі гори Шизе поблизу станиці Ериванської. Цей дольмен був обстежений експедицією Інституту археології Російської академії наук в 2008 р. Цей монолітний дольмен — недобудований, з незавершеною, дуже маленького розміру, 60 х 40 см, камерою. Він, як і Волконський дольмен, має імітацію порталу плиткового дольмена, висічену в скелі. Повноцінної імітації даху (верхньої плити, що накриває дольмени) жоден моноліт не мав. Лаз робився округлим.

## Ресурси Інтернету
- Стаття про відкриття 2-го монолітного дольмена у Ериванській. [Архівовано 5 березня 2016 у Wayback Machine.]
- [Архівовано 4 березня 2016 у Wayback Machine.]